# Реки Мурманской области
В Мурманской области протекает 18 209 рек длиной более 100 метров. Реки принадлежат бассейнам Белого, Баренцева и Балтийского моря. Общая протяжённость рек более 50 тыс. км. Крупнейшие реки области Поной (426 км), Варзуга (262 км), Тулома (236,5 км), Стрельна (213 км), Йоканьга (203 км).

## БассейнБаренцева моря

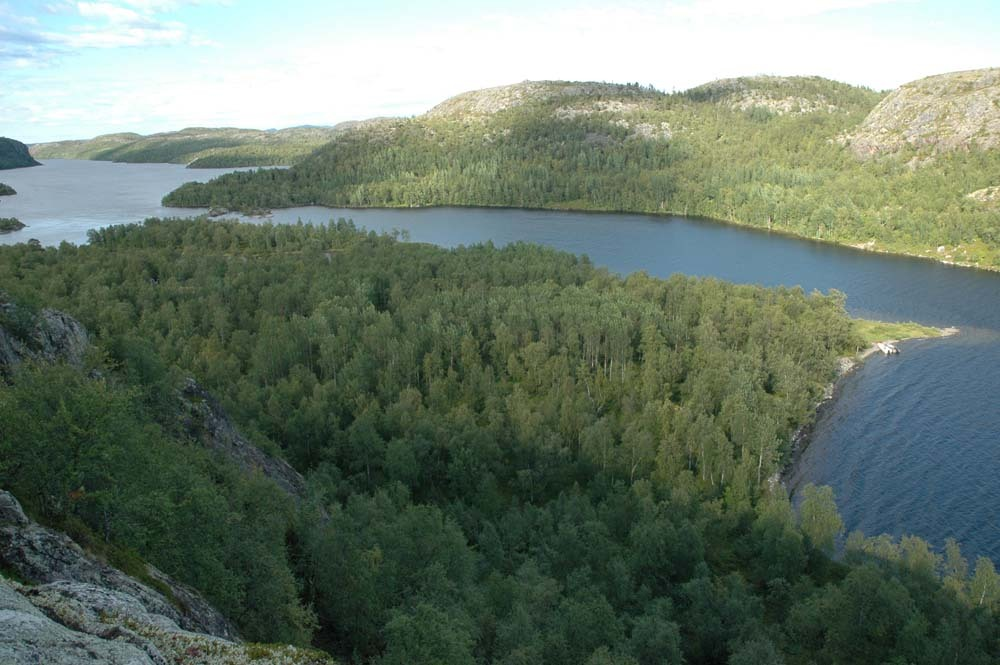
Паз

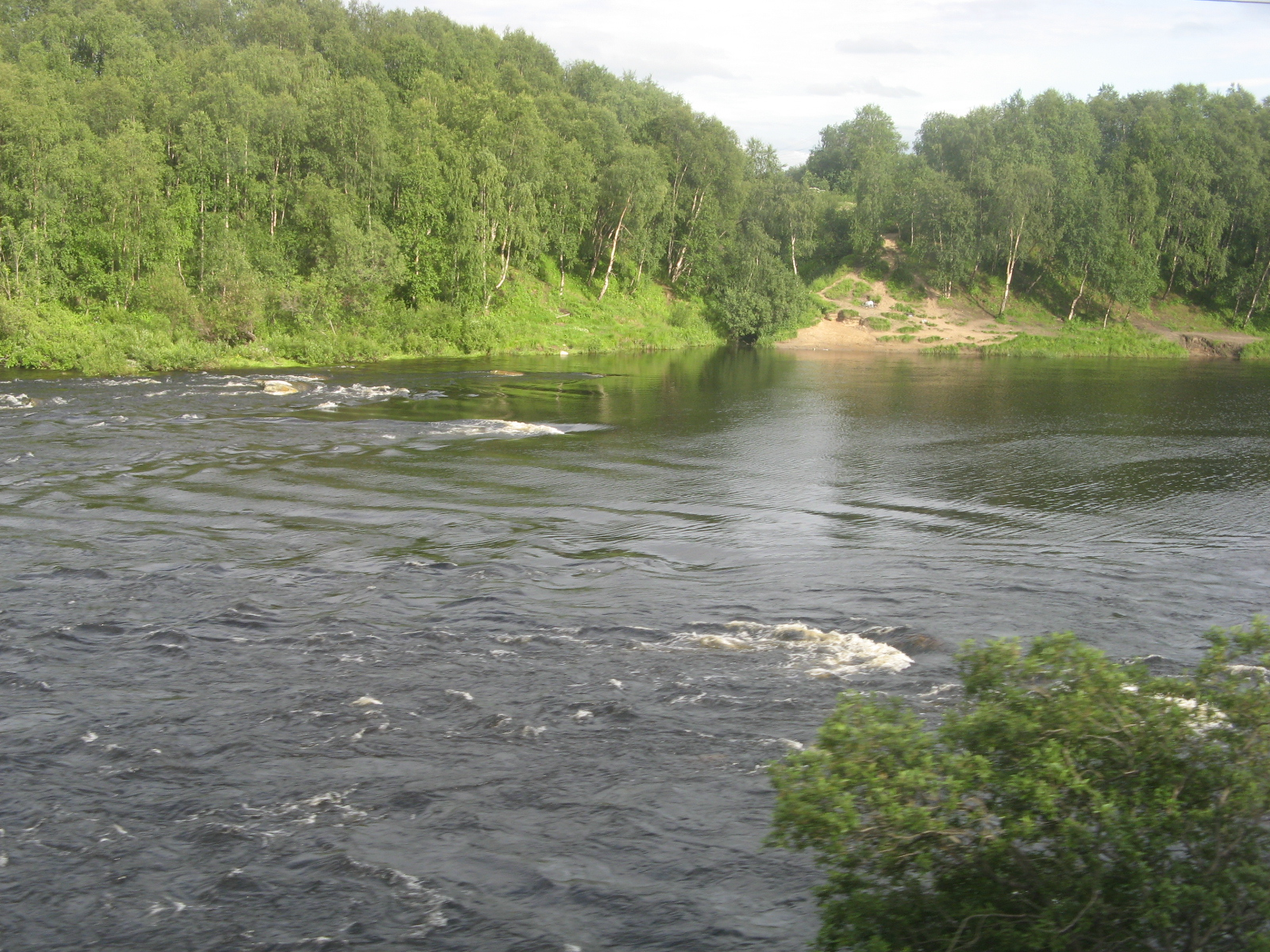
Кола

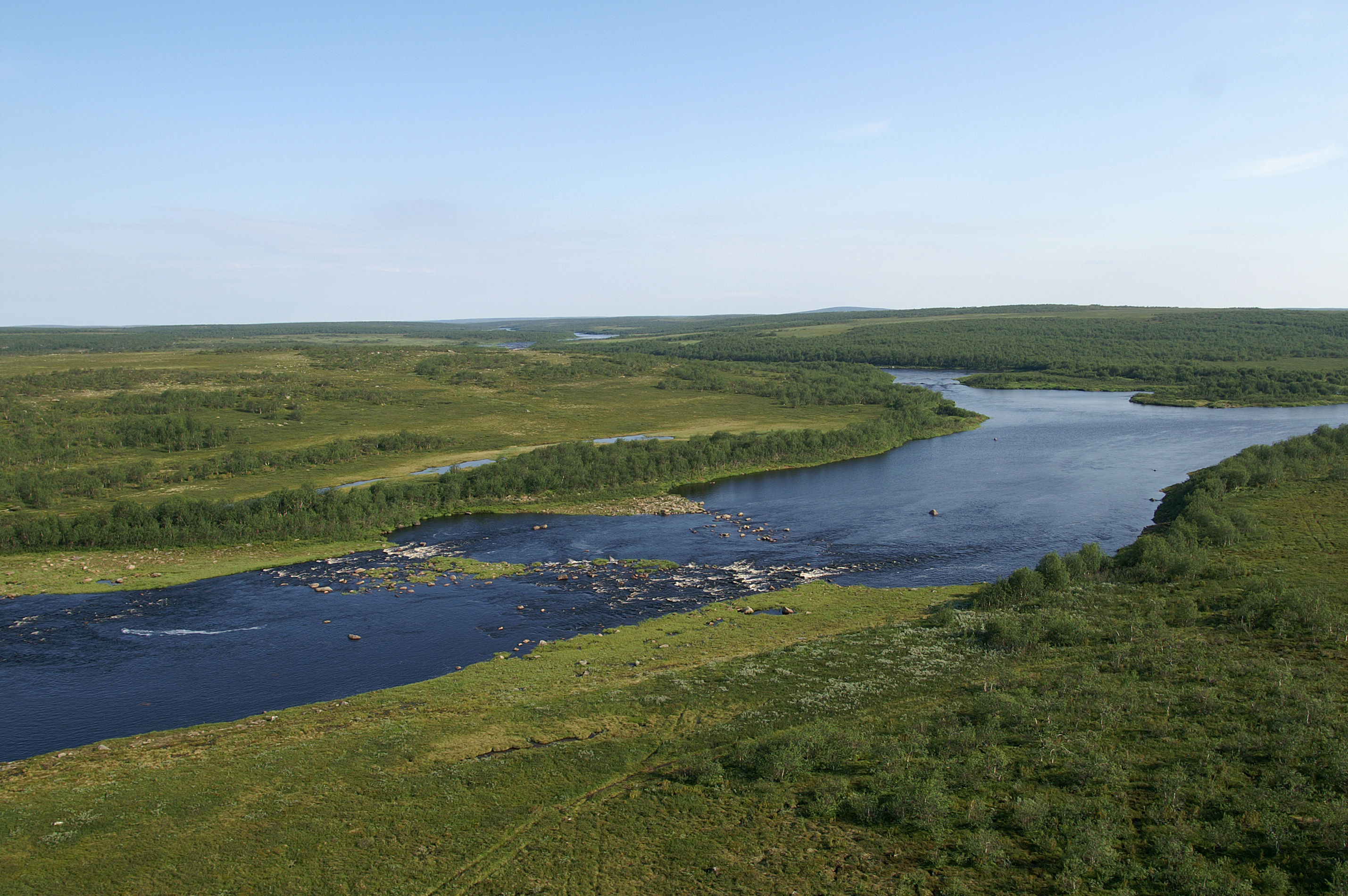
Сухая впадает в Йоканьгу

- Паз
- Ворьема
- Печенга
- Титовка
- Западная Лица
- Ура
- Тулома
  - Улита
  - Шовна
  - Печа
  - Лотта
    - Коалланйоки
    - Аннама
    - Юмос

  - Нота
    - Явр
    - Вува
    - Гирвас
- Кола
  - Кица
  - Медвежья
- Роста
- Средняя
- Климковка
- Териберка
- Воронья
  - Эйнч
  - Уйма
  - Марьйок
- Олёнка
- Рында
- Харловка
- Восточная Лица
- Варзина
- Йоканга
  - Лыльйок
  - Сухая
  - Рова

## БассейнБелого моря

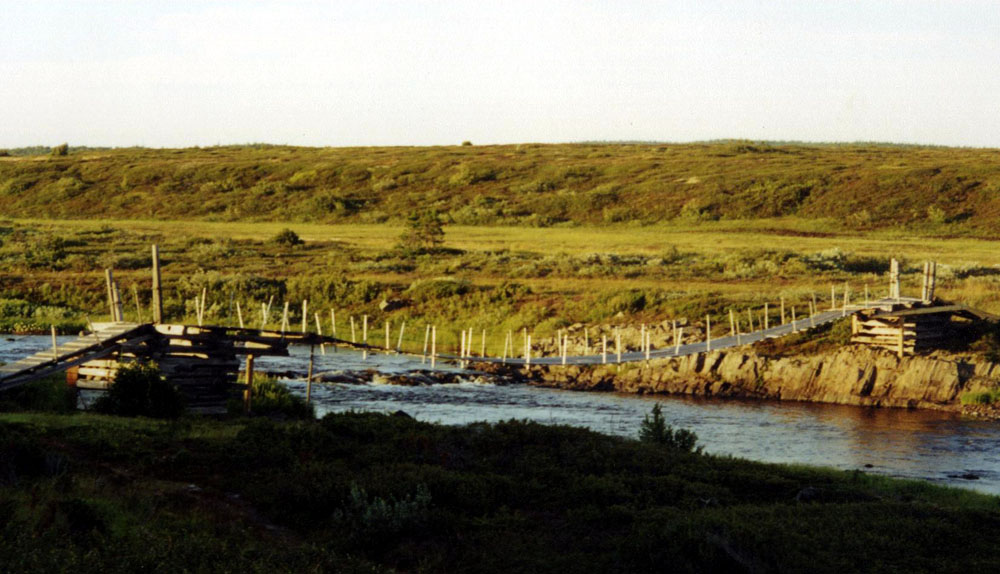
Чаваньга

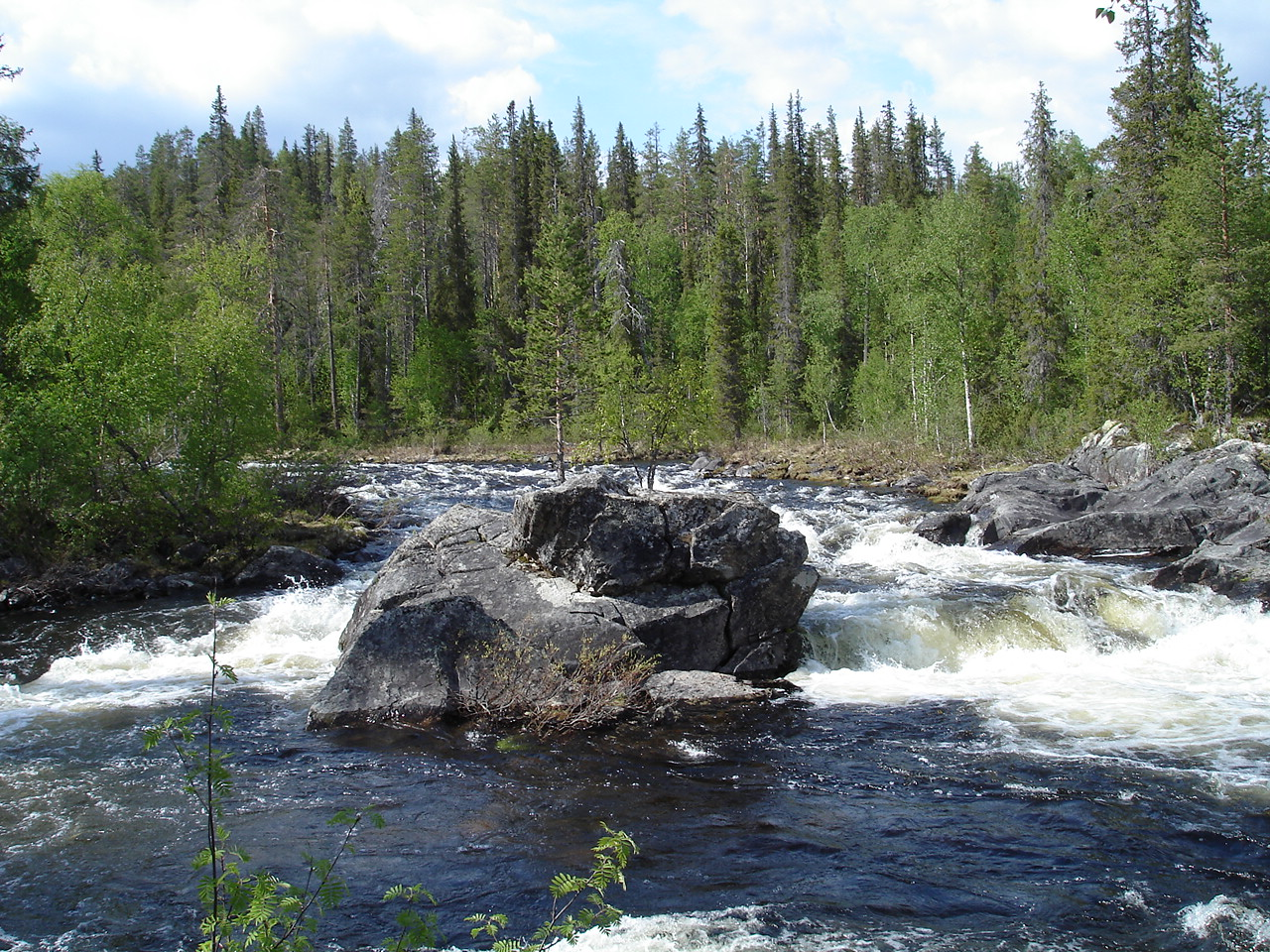
Вуоснайоки

- Лумбовка
- Каменка
- Качковка
- Поной
  - Пурнач
  - Колмак
  - Ачерйок
  - Югонька
  - Лебяжья
  - Лосинга
  - Ельйок
  - Кукша
  - Сахарная
- Даниловка
- Сосновка
- Глубокая
- Бабья
- Пулонга
- Пялица
  - Усть-Пялка
- Чапома
- Стрельна
- Чаваньга
- Варзуга[2]
  - Кица
    - Юлица

  - Серга
  - Пана
    - Индель
      - Томинга

    - Пурумуайе

  - Юзия
- Сальница
- Оленица
- Умба
  - Вяла
  - Кана
- Пила
- Порья
- Колвица
- Лувеньга
- Нива[3]
  - Белая
  - Малая Белая
  - Ольче
  - Чуна
  - Нявка
  - Лива
  - Пиренга
  - Ёна
    - Ковдора
- Лупче-Савино
- Канда
- Ковда (Иова)
  - Тумча
    - Тунтсайоки
      - Ватсиманйоки

    - Кутсайоки
      - Вуоснайоки

## БассейнБалтийского моря

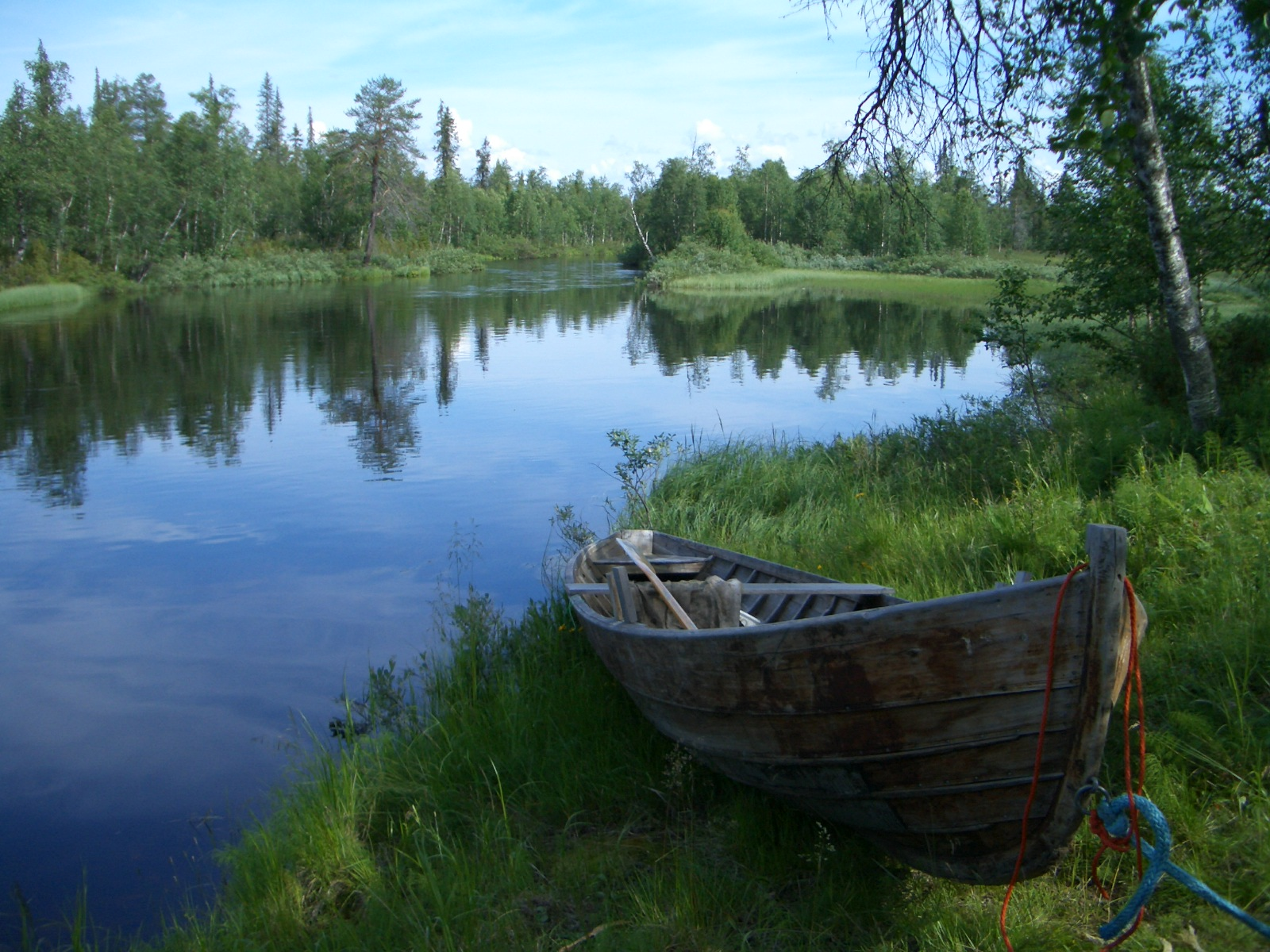
Тенниёйоки

- Тенниёйоки[4]
  - Сауккоя
  - Нурмийоки
    - Куккосеноя

  - Куолайоки
    - Колсаноя
    - Кейнухарью
    - Осминоя
    - Сяркиола
    - Саллайоки
      - Каллкихара
      - Ласкиоя